# San Marco dei Cavoti
San Marco dei Cavoti község (comune) Olaszország Campania régiójában, Benevento megyében.

## Fekvése
A megye északkeleti részén fekszik, 73 km-re északkeletre Nápolytól, és 20 km-re észak-északkeletre Benevento megyeszékhelytől. Határai: Baselice, Colle Sannita, Foiano di Val Fortore, Molinara, Pago Veiano, Pesco Sannita, Reino és San Giorgio La Molara.

## Története
A település elődje valószínűleg az ókori szamnisz város, Cenna volt. Utódját Castellum Sancti Severit Tarantói Lajos csapatai pusztították el 1348-ban, de néhány év múlva újjáépítették. A következő századokban nemesi birtok volt. A 19. században nyerte el önállóságát, amikor a Nápolyi Királyságban felszámolták a feudalizmust.

## Népessége
A népesség számának alakulása:

## Főbb látnivalói
- San Rocco-templom
- San Marco-templom
- Madonna del Carmine-templom